# District de Quito
1822–1830
Entités précédentes :
- Présidence de Quito

Entités suivantes :
- Équateur

Le district du sud (Distrito del Sur) ou de Quito est une division administrative de la Grande Colombie recouvrant le territoire de l'actuel Équateur ainsi que la région au nord du río Marañón. Sa capitale est Quito
Le district est créé en 1824 et inclut le territoire de l'ancienne présidence de Quito. Avec les districts du Centre (Nouvelle-Grenade) et du Nord (Venezuela), il forme la Grande Colombie.

## Histoire
En 1822, le district comprenait le territoire de l'actuel Équateur et s'appelait « département de Quito »
À partir de 1824, à la suite de la Ley de División Territorial de la República de Colombia, le département reçoit le nom de « Distrito del Sur » et reçoit le territoire correspondant aux départements nouvellement créés d'Azuay et Guayaquil.
Le district est divisé en départements, eux-mêmes divisés en provinces regroupant des cantons. Selon les lois de la Grande Colombie, à la tête du gouvernement civil du district se trouve un vice-président gouvernant au nom du président.

## Divisions administratives
Selon la Ley de División Territorial de la República de Colombia du 25 juin 1824, le district de Quito est subdivisé en 3 départements et 8 provinces:
- Département d'Azuay
  - Province de Cuenca
  - Province de Loja
  - Province de Jaén de Bracamoros y Maynas
- Département de Quito
  - Province de Pichincha
  - Province d'Imbabura
  - Province de Chimborazo
- Département de Guayaquil
  - Province de Guayaquil
  - Province de Manabi